# Macronemurus ianthe
Macronemurus ianthe is een insect uit de familie van de mierenleeuwen (Myrmeleontidae), die tot de orde netvleugeligen (Neuroptera) behoort. 
Macronemurus ianthe is voor het eerst wetenschappelijk beschreven door Banks in 1911.